# Радикальная народная партия (Норвегия)
Радикальная народная партия (норв. Radikale Folkeparti; до 1921 года Рабочие демократы, норв. Arbeiderdemokratene) — бывшая политическая партия в Норвегии, наиболее активная с 1906 по 1936 год. Партия в основном ориентировалась на рабочих и мелких землевладельцев. Партия была основана юристом и политиком Йоханом Кастбергом, который руководил ей до своей смерти в 1926 году.

## История
Партия была преемником Объединённой норвежской ассоциации рабочих — профсоюзной организации, связанной с Либеральной партией, которая из-за конфликтов с либералами выставила Йохана Кастберга кандидатом в депутаты на выборах 1900 года. Кастберг, в свою очередь, основал новую партию, Рабочие демократы в 1906 году. Партия приняла участие в своих первых выборах 1906 года, а в 1912 и 1915 годах завоевала шесть мест парламента.
На протяжении большей части своей истории партия сотрудничала с Либеральной партией. Партия имела сильную поддержку среди мелких фермеров и безземельных сельскохозяйственных рабочих, стоящих на несоциалистической идеологии. В 1921 году партия сменила название на Радикальную народную партию, хотя её членов продолжали называть «рабочими демократами».
В конечном итоге партия пришла в упадок. Лишь в Оппланне партия сохраняла некоторое влияние. На выборах 1918 года партия получила единственного депутата Стортинга. На выборах 1936 года она потеряла парламентское представительство. После Второй мировой войны партия фактически влилась в Либеральную партию, хотя формально партии имели общие списки в Оппланде до 1957 года. Официально распущена в 1965 году.